# Bataille de Mediolanum
Pour les articles homonymes, voir Mediolanum (homonymie).
 (mars 2014).
Si vous disposez d'ouvrages ou d'articles de référence ou si vous connaissez des sites web de qualité traitant du thème abordé ici, merci de compléter l'article en donnant les références utiles à sa vérifiabilité et en les liant à la section « Notes et références ».

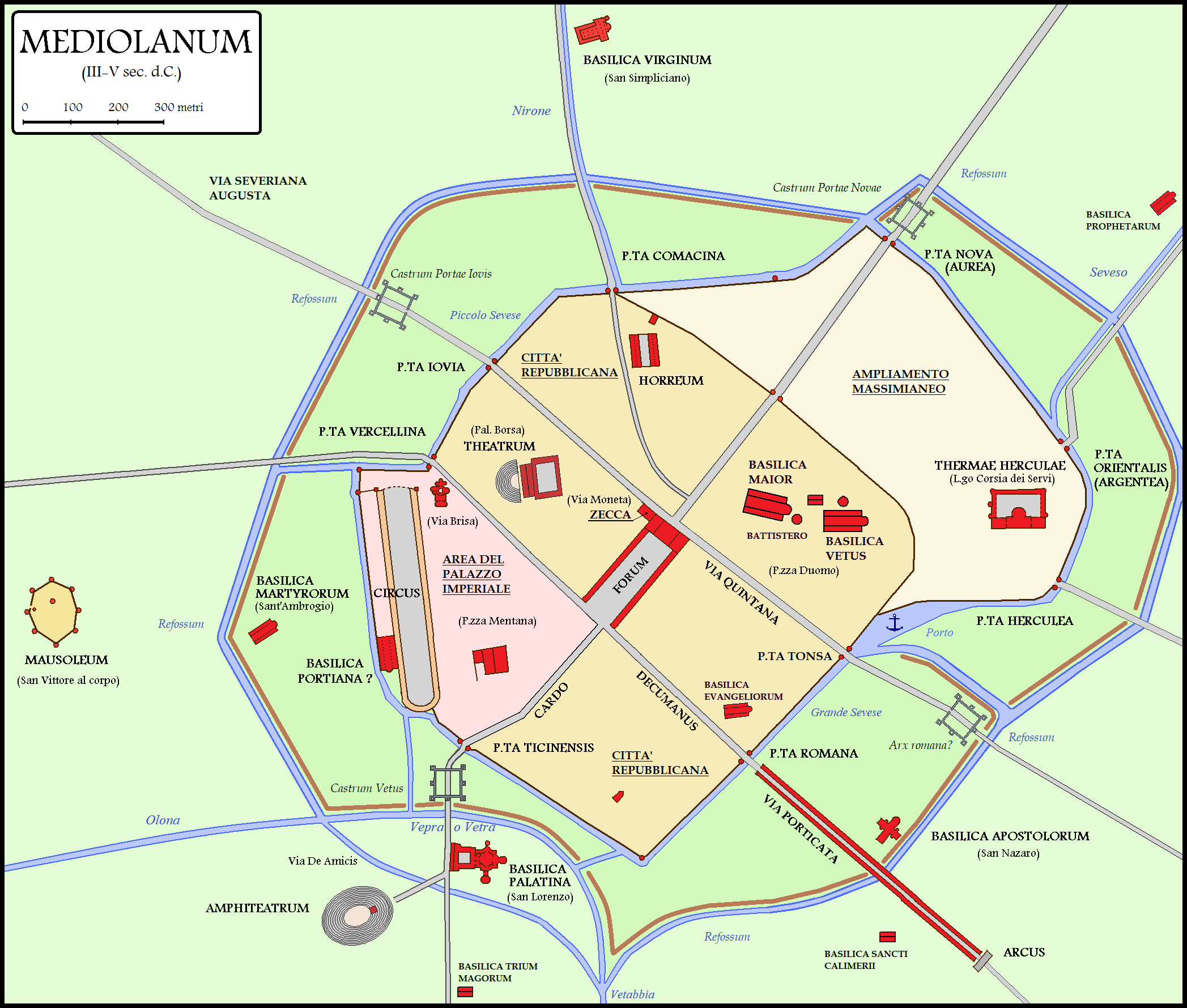
Carte de Mediolanium entre le troisième et cinquième siècle.

La bataille de Mediolanium a lieu près de Mediolanum (l'actuelle Milan) en 259. Elle se conclut par la victoire des Romains, commandés par l'empereur Gallien, sur les Alamans.